# ブリーチ (アルバム)
『ブリーチ』（Bleach）は、ニルヴァーナの1stアルバム。1989年にインディーレーベル「サブ・ポップ」より発売。

## 経緯
ワシントン州アバディーンにて1988年から1989年にかけて録音された。プロデューサーはジャック・エンディーノ。当初のドラマーはデイル・クローヴァーであったが、クローヴァーはサポートドラマーであり、メルヴィンズのメンバーだったので正式に参加できなかった。よって2曲目の「フロイド・ザ・バーバー」、6曲目の「ペーパー・カッツ」 、そしてアルバム最後の曲である「ダウナー」以外はチャド・チャニングを迎えて録音しなおされている。
1992年にサブ・ポップからリマスターされたCDが発売された。2009年に発表20周年を記念して、ジャック・エンディーノの手によるリマスター盤が発売された。

## 収録曲
1. ブリュウ "Blew" - 2:54
2. フロイド・ザ・バーバー "Floyd the Barber" - 2:17
3. アバウト・ア・ガール "About a Girl" - 2:48
4. スクール "School" - 2:42
5. ラヴ・バズ（ショッキング・ブルーのカバー）"Love Buzz" (Robby van Leeuwen) - 3:35 （イギリス初版のみ未収録）
6. ペーパー・カッツ "Paper Cuts" - 4:05
7. ネガティヴ・クリープ "Negative Creep" - 2:55
8. スコッフ "Scoff" - 4:10
9. スワップ・ミート "Swap Meet" - 3:02
10. Mr.マスタッシュ "Mr. Moustache" - 3:23
11. シフティング "Sifting" - 5:22
12. ビッグ・チーズ "Big Cheese" - 3:42 （CD・再発カセットテープ版のみ）
13. ダウナー "Downer" - 1:42（CD版のみ）

## チャート

### オリジナル 1989年版
| チャート (1989年)            | 最高位 |
| ---------------------------- | ------ |
| UK インディ (MRIB)           | 8      |
| UK インディ (NME)            | 13     |
| US プログレッシブ 小売 (CMJ) | 37     |
| US カレッジ・ラジオ (CMJ)    | 22     |

| チャート (1991年) | 最高位 |
| ----------------- | ------ |
| UK インディ (NME) | 2      |

| チャート (1992年)                    | 最高位 |
| ------------------------------------ | ------ |
| オーストラリア アルタナティヴ (ARIA) | 2      |

### 1992年版
| チャート (1992年)                          | 最高位 |
| ------------------------------------------ | ------ |
| オーストラリア (ARIA)                      | 34     |
| オーストリア (Ö3 Austria)                  | 26     |
| ベルギー (Ultratop Wallonia)               | 23     |
| ブエノス・アイレス (UPI)                   | 8      |
| ヨーロッパ (Music & Media)                 | 49     |
| フィンランド (The Official Finnish Charts) | 22     |
| ドイツ (Offizielle Top 100)                | 24     |
| 日本 (オリコン)                            | 46     |
| ニュージーランド (RMNZ)                    | 30     |
| UK アルバムズ (OCC)                        | 33     |
| UK インディ (Music Week)                   | 5      |
| US Billboard 200                           | 89     |

| チャート (1994年)                 | 最高位 |
| --------------------------------- | ------ |
| US Top Catalog Albums (Billboard) | 1      |

### 20周年記念盤
| チャート (2009年)                 | 最高位 |
| --------------------------------- | ------ |
| ベルギー (Ultratop Flanders)      | 100    |
| UK アルバムズ (OCC)               | 127    |
| US Top Catalog Albums (Billboard) | 7      |

| チャート (2021年)            | 最高位 |
| ---------------------------- | ------ |
| ベルギー (Ultratop Flanders) | 25     |

## 備考
演奏に参加していないジェイソン・エヴァーマンがクレジットに記述されているのは、レコーディングにかかった費用606ドル17セントと、プロデューサーであるジャック・エンディーノが昼食に食べたサンドイッチ代を、エヴァーマンに肩代わりしてもらった為であるという。
日本では、2007年に紙ジャケット仕様としてニルヴァーナのアルバムが再発売されたが、日本での販売元が移動したため、このアルバムだけは紙ジャケットとして再発売されていない。
2021年3月12日、「スクール」がテレビ朝日系のバラエティ番組「タモリ倶楽部」の企画「新作 大量入荷中! 空耳アワー'21 スプリングコレクション」で、「洋梨むけよ」と聞こえる投稿が紹介された。